# سیارک ۶۱۵

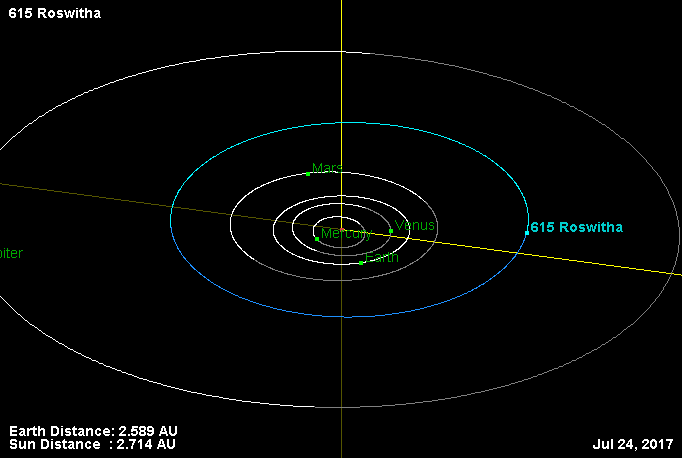
نمایی از محل قرارگیری سیارک ۶۱۵ در مدار – ۲۰۱۷

سیارک ۶۱۵ (به انگلیسی: 615 Roswitha، نامگذاری:1906VR) ششصد و پانزدهمین سیارک کشف شده‌است که در ۱۱ اکتبر ۱۹۰۶ و در هایدلبرگ کشف شد.
قدر مطلق سیارک برابر ۱۰٫۳۶ است.